# Бернсвил (Западна Вирџинија)
Бернсвил (енгл. Burnsville) град је у америчкој савезној држави Западна Вирџинија.

## Демографија
По попису из 2010. године број становника је 510, што је 29 (6,0%) становника више него 2000. године.
| Група             | 2000.       | 2010.       |
| Белци             | 475 (98,8%) | 492 (96,5%) |
| Афроамериканци    | 2 (0,4%)    | 0 (0,0%)    |
| Азијати           | 0 (0,0%)    | 0 (0,0%)    |
| Хиспаноамериканци | 1 (0,2%)    | 6 (1,2%)    |
| Укупно            | 481         | 510         |